# Jet Man Silly
Jet Man Silly je hra pro počítače Sinclair ZX Spectrum a kompatibilní (například Didaktik). Jedná se o hru českého původu, jejím autorem je Jiří Brabec, který ji napsal pod přezdívkou Jousoft HKK. Vydavatelem hry byla společnost Proxima – Software v. o. s., hra byla vydána v roce 1993 jako součást souboru her Heroes.
Jedná se o střílečku ve stylu hry R-Type, kde je cílem zničit co nejvíce nepřátel.
Hra byla původně ohlášena společností Cybexlab, ale jelikož se tato společnost ji nikdy nevydala, naprogramoval ji Jiří Brabec.